# FIRST (教育组织)
FIRST是美国一家非盈利组织，取名自For Inspiration and Recognition of Science and Technology的首字母缩写，意指激励与启迪青少年对科学与技术的兴趣。该组织主办包括FIRST机器人竞赛、FIRST乐高联赛、FIRST科技挑战赛在内的青少年科技比赛。

## 历史
美国发明家狄恩·卡门年轻时在学校表现不佳，但靠自己的发明白手起家成为企业家。他认为美国当时的教育体系，特别是科学和技术方面的教育存在问题，导致青少年失去兴趣和动力。1989年，卡门创立了非盈利组织USFirst，以培养青少年对科学、技术、工程及数学领域的兴趣。他受到美国青少年在体育竞赛上投入热情的启发，计划组织类似的科技竞赛，来激发美国青少年的兴趣。
麻省理工学院教授伍迪·弗劳尔斯当时已教了20年的机械工程系“设计与制造 I”本科课程，该课程让学生用整个学期设计和制造一套机电设备，然后在期末时让学生的设备进行一对一的对决。该课程的设计与卡门的设想不谋而合。于是两人于1992年联合发起了首届FIRST机器人竞赛，首届竞赛有20只队伍参与。
1994年5月起，该组织被美國國稅局登记为免税组织，归入三个国家免税实体分类，分别为青年发展项目（O50）、研究机构与/或公共政策分析（U05）、奖学金、学生资助及奖项（B82）。

## 比赛
截至2022年，FIRST开设了三项赛事，分别为：
- FIRST机器人竞赛（FRC）：面向14岁-18岁中学生的国际性机器人竞赛。
- FIRST科技挑战赛（FTC）：面向12岁-18岁中学生的国际性机器人竞赛。较之FIRST机器人竞赛，该比赛团队成员数更少，开销更低。[6][7]
- FIRST乐高联赛（FLL）：面向6岁-16岁中小学生的国际性乐高Mindstorms竞赛。分为两个组别，6岁-10岁的探索组和9岁-16岁的挑战组。

比赛队伍通过地区预选赛晋级至一年一度的世界冠军赛。